# ペギー・ニール
ペギー・ニール（Peggy Neal、1947年11月24日 -2021年12月6日  ）は、日本で活躍したアメリカ人女優。ミシシッピ州生まれ。父親は在日米軍勤務の軍人であったとされる。

## 出演作品

### 映画
- クレージー黄金作戦（1967年） - メリー
- 宇宙大怪獣ギララ（1967年） - リーザ
- 海底大戦争（1966年） - ジェニー・グリアゾン
- 大仏廻国 The Great Buddha Arrival（2018年）[4]